# Los Cerrillos
Pour les articles homonymes, voir Cerrillos.
Los Cerrillos est une localité uruguayenne, siège de la municipalité homnoyme, située à l'ouest du département de Canelones, dans la partie méridionale de l'Uruguay et appartenant à l'Aire métropolitaine de Montevideo .

## Géographie

Localisation de Los Cerrillos

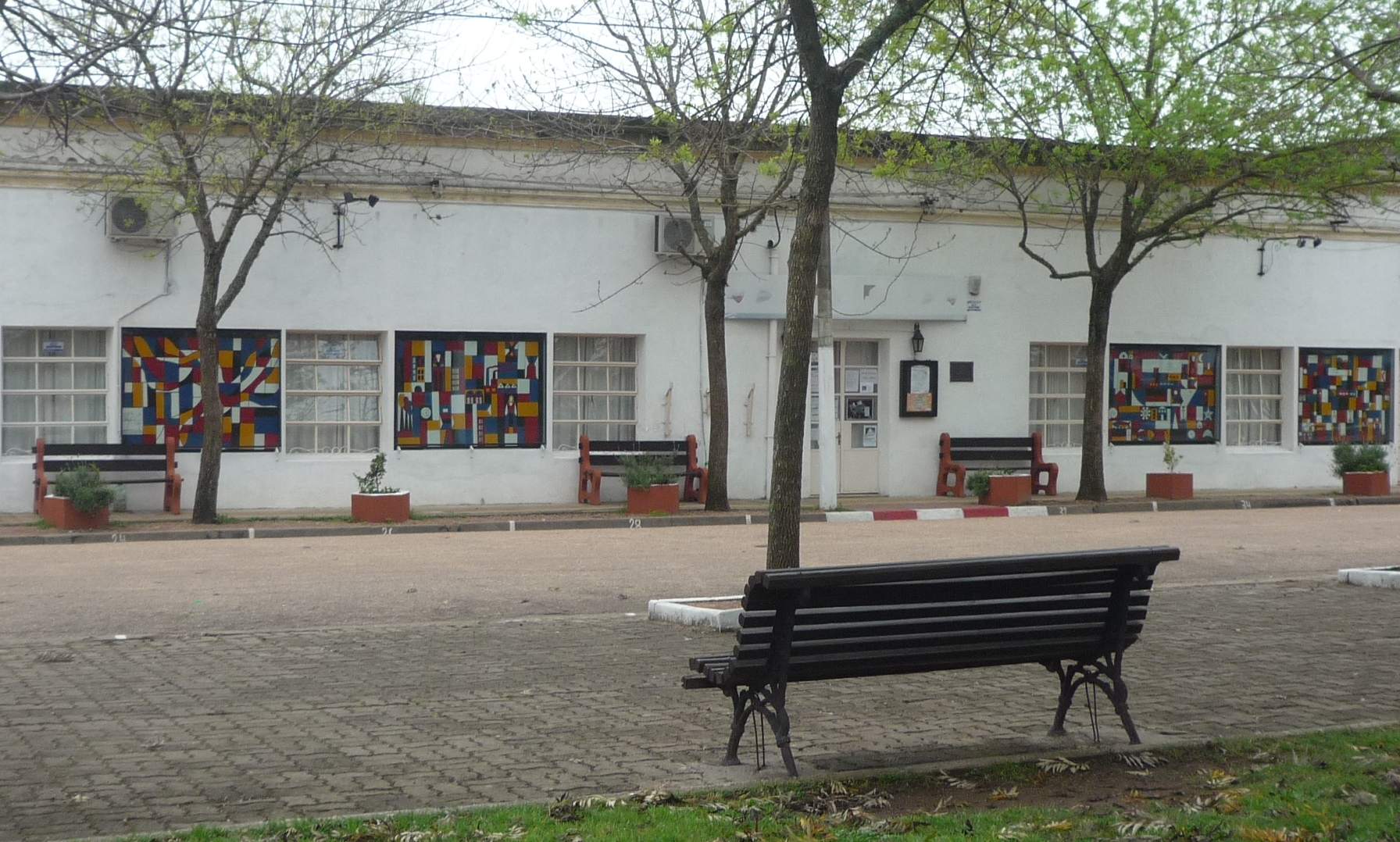
Maison de la Culture de Los Cerrillos.

Cette petite ville est située à l'écart des grands axes de communication qu'ils soient routier ou ferroviaire. Elle est limitrophe des villes suburbaines de 18 de Mayo et de La Paz étant au sein d'un vaste territoire municipal de 265 km2 qui en fait une des municipalités les plus étendues du département  de  Canelones.
Dans son département, elle se trouve à 12 kilomètres  à l'est de  Canelones, la capitale départementale du Canelones, à 18 kilomètres  environ au nord-est de Las Piedras et à 17,5 kilomètres au sud de  Santa Lucía.
Elle est située à 35 kilomètres au nord de  Montevideo.

## Histoire

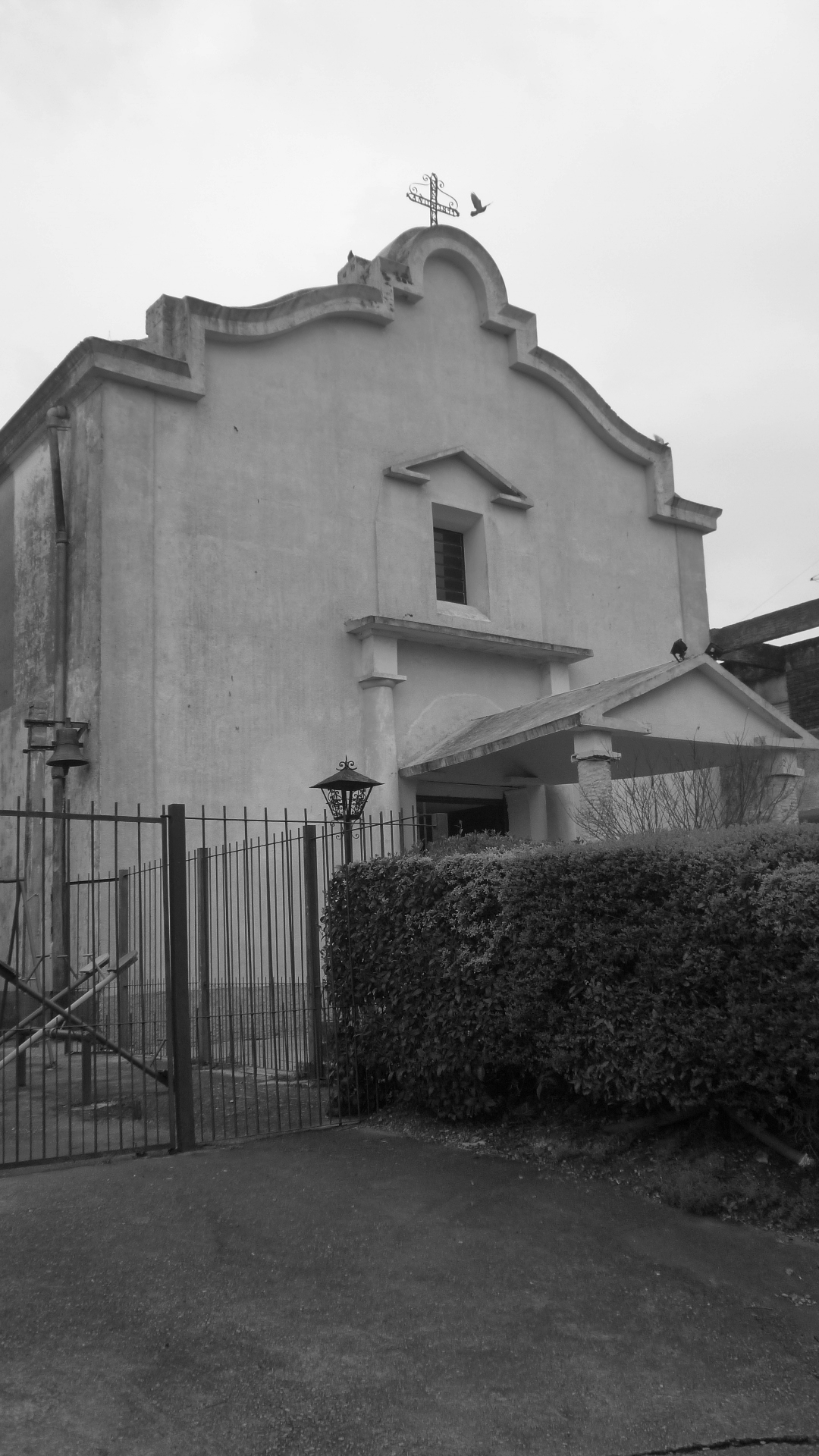
L'église paroissiale Michel Archange.

En 1607, la zone fut reconnue par Hernandarias qui, dans une carte envoyée au roi d'Espagne Philippe III, mentionnait la «grande abondance et fertilité de cetre terre». En 1723, Pedro Gronardo s'y s'établit pour y créer un élevage. 
Une commission présidée  par Máximo Tajes le déclara « village » (en espagnol : pueblo) le 3 août  1896. En 1958 il fut appelé « bourg » (en espagnol : villa) et en 1971 « ville » (en espagnol : ciudad). Dans ses proches environs, un Camp Militaire a été  créé en 1915-1916, il fut le premier terrain d'aviation militaire, denommé Los Cerrillos.
Il existe divers édifices de caractère historique dans cette petite localité, dont l'église paroissiale San Miguel Arcángel.

## Gouvernement
Le maire (alcaldesa) de Cerrillos est Rosa Imoda (Parti national).

## Démographie
La population de la ville est de 2 508 habitants en (2011).
| Année | Population,. |
| ----- | ------------ |
| 1963  | 1 221        |
| 1975  | 1 601        |
| 1985  | 1 763        |
| 1996  | 1 916        |
| 2004  | 2 080        |
| 2011  | 2 508        |